# Carambeí
Carambeí è un comune del Brasile nello Stato del Paraná, parte della mesoregione del Centro Oriental Paranaense e della microregione di Ponta Grossa. Dista 100 km dalla capitale dello Stato Curitiba.
Fu fondata nel 1911 da un gruppo di immigrati olandesi.

## Etimologia
Il nome Carambeí significa "fiume delle tartarughe", ed è dato dall'unione delle parole carumbé, che significa tartarughe, e y, che significa fiume nella lingua guaraní.